# Eemscentrale

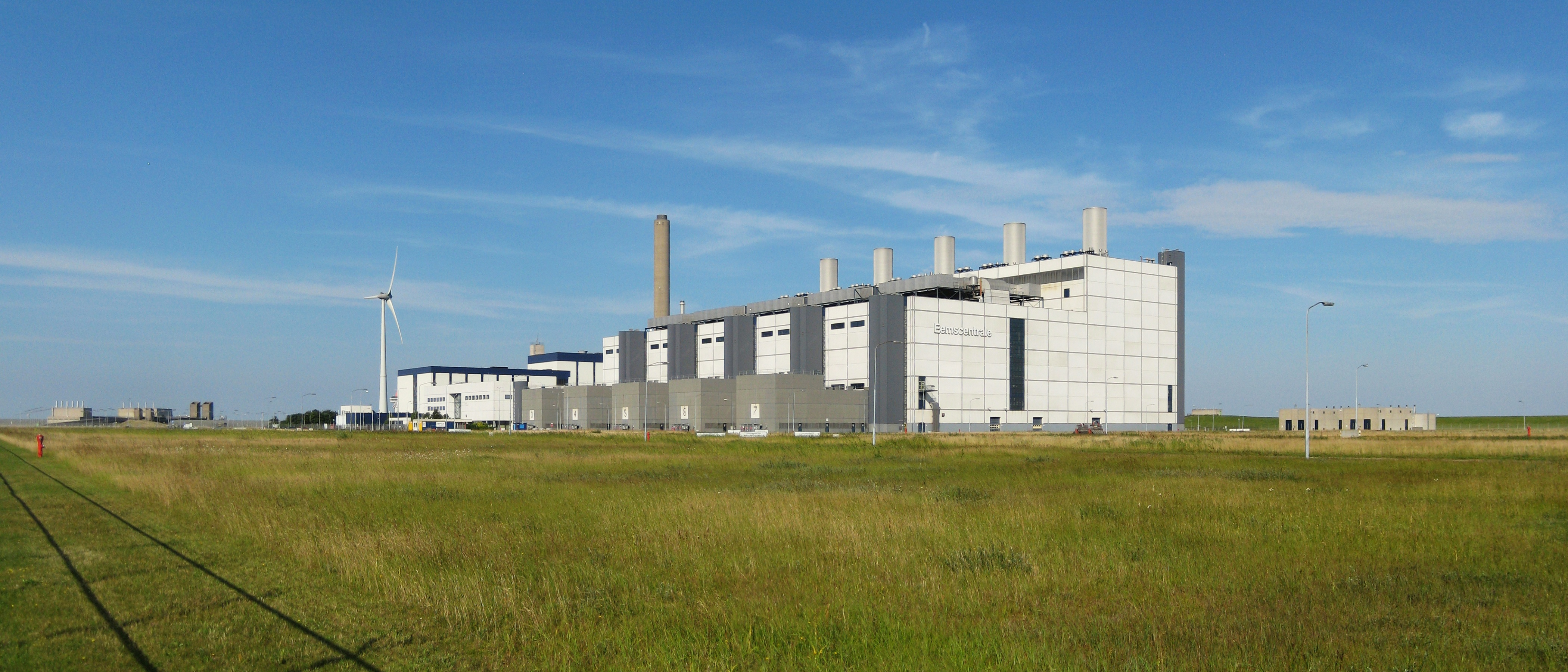
De Eemscentrale in 2012

De Eemscentrale is een elektriciteitscentrale gevestigd ten noorden van Delfzijl, in de Eemshaven. De huidige eigenaar van deze centrale is Engie Energie Nederland.
De centrale bestaat uit een deel dat sinds 1978 actief is en een nieuw deel dat sinds 1996 operationeel is. Beide delen gebruiken koelwater uit de Waddenzee. In het nieuwe deel van de centrale staan vijf gasgestookte STEG-eenheden die tezamen voor 1750 MW aan elektriciteit produceren. Twee eenheden zijn enkele jaren uit productie genomen maar zijn in de tweede helft van 2020 na groot onderhoud weer in gebruik.
In het oude deel van de centrale staat een gasgestookte combi-eenheid met oorspronkelijk een vermogen van 588 MW en na een verbouwing in 1987 uitgebreid tot 675 MW en een gasturbine-generator met een vermogen van 23 MW. Deze combi-eenheid werd in 2000 volledig gerenoveerd en heeft nu een capaciteit van slechts 131 MW.  Ook staan op het terrein negen windmolens met een totaal opgesteld vermogen van 27 MW.